# Lindernia montana
Lindernia montana é uma espécie botânica do gênero Lindernia pertencente à família Linderniaceae.